# Super Copa Catalunya de bàsquet masculina
La Super Copa és una lliga de clubs catalans de bàsquet. És organitzada per la Federació Catalana de Basquetbol i és el cinquè nivell de lliga de bàsquet, després de la Lliga ACB, Primera FEB, Segona FEB i la Tercera FEB, i per davant de la Copa Catalunya. Aquesta competició estava planificada per ser presentada la temporada 2021-22, però degut a la pandèmia de COVID-19 no va veure la llum fins a la temporada 2023-24.
Aquesta categoria compta amb catorze equips, i els enfrontaments es realitzen a doble volta. El campió de la fase regular de la Super Copa accedirà directament a Tercera FEB, l'antiga lliga EBA. El segon, tercer, quart i cinquè classificats de la Super Copa disputen una Final a Quatre que depenent dels resultats de les competicions de la Federació Espanyola podria donar lloc a més places a Tercera FEB. En principi, els últims quatre últims classificats de la fase regular perdran la categoria i descendiran a Copa Catalunya.

## Historial
| En negreta = Equip guanyador (1) = Nombre de campionats Nota: Noms dels equips segons l'època |

| Edició | Temp.   | Campió Fase Regular     | Campió PO | Finalista       | Seu PO                       | refs        |
| ------ | ------- | ----------------------- | --------- | --------------- | ---------------------------- | ----------- |
| I      | 2023-24 | JAC Sants Barcelona (1) | Manresa B | CB Esparreguera | Pavelló Nou Congost, Manresa | [ 3 ] [ 4 ] |

## All Star
L'All Star Bàsquet Català és un esdeveniment esportiu de caràcter anual, organitzat per la Federació Catalana de Bàsquet, en col·laboració amb la Xarxa Audiovisual Local. Creat l'any 2017, durant les quatre primeres edicions hi participaren els millors jugadors de la Copa Catalunya seleccionats en dos equips i enfrontant-se en un partit d'exhibició.
Després de la Pandèmia de COVID-19 es va deixar de celebrar aquest esdeveniment, i es va recuperar l'any 2024 amb la creació de la categoria Super Copa.
| Edició | Temp. | Data       | Campió          | Res.  | Finalista        | MVP                                     | Triples                                   | Seu                              |
| ------ | ----- | ---------- | --------------- | ----- | ---------------- | --------------------------------------- | ----------------------------------------- | -------------------------------- |
| V      | 2024  | 11-02-2024 | Conferència Est | 87-90 | Conferència Oest | Eduard Garcia (CBU Lloret Samba Hotels) | Albert Barquets (Tenea - CB Esparraguera) | Pavelló Marina Besòs, Sant Adrià |